# Christian Høgh Andersen
Christian Høgh Andersen (født 1. januar 1976 i Randers) er en dansk journalist. Han er uddannet fra Journalisthøjskolen i Aarhus. Christian Høgh Andersen har været hos TV 2/Bornholm fra 2004-2006 og blev derefter ansat hos TV2 Sport.
I 2012 var Christian Høgh Andersen vært for TV2s dækning af Tour de France. Han har tidligere dækket touren i 2007 og 2008, men har ellers holdt pause fra cykelsporten – mestendels til fordel for fodbold (herunder verdensmesterskabet i Sydafrika).
I dag er Christian Høgh Andersen vært på TV 2 News og TV 2 Nyhederne.
I forbindelse med VM i fodbold, hvor Marokkos landshold spillede imod Frankrig, udtalte Christian Høgh Andersen i et indslag på TV2 News d. 12. december 2022, at Marokkos landshold var sammenlignelige med en flok aber, der holder sammen.